# 吉田愛
吉田 愛（よしだ あい、1980年11月5日 - ）は、東京都八王子市出身のセーリング選手（スキッパー）。神奈川県相模原市生まれ。八王子市立椚田小学校、国立音楽大学附属中学校・高等学校、日本大学生物資源科学部卒業。2008年から4大会連続で女子470級のオリンピック代表に選ばれている。2013年よりベネッセセーリングチーム所属。それ以前はアビームコンサルティング人事部所属。旧姓は近藤。夫はコーチでもある吉田雄悟。趣味・特技は3歳から始めたピアノ。

## 競技歴
小学1年生でセーリングを始め、大学時代は全日本学生女子選手権（女子インカレ）3連覇。2006年世界選手権で準優勝。2007年には全日本470級ヨット選手権大会で史上初の女子組による優勝。2008年6月25 - 29日にドイツで行われた五輪前最後の国際大会、キール・ウイークで優勝し、鎌田とのペアが世界ランキング1位になる。鎌田奈緒子とのペアは「コンカマ」と呼ばれた。
2008年北京オリンピックでは、10レース中2レースで1位、それ以外は全て10位以下と好不調の激しく、全19チーム中14位となった。2008年12月に、鎌田は現役を引退した。
鎌田引退後は、田畑和歌子（日本経済大学職員）とペアを組み、2012年ロンドンオリンピックでは10レースまで終えて総合14位にとどまり、最終レース進出を逃した。田畑はその後、レーザーラジアル級（シングル）に移った。
2013年度からはアビームコンサルティングを離れ、ベネッセセーリングチームに所属。以降は吉岡美帆とペアを組んでいる。
2016年リオデジャネイロオリンピックでは、第1レースから1位を獲得するなど10レース中2レースで1位を獲得し、得意の強風レースでは確実にポイントを稼いだ。最終レース（メダルレース）では銀メダルを狙える位置にいたが、7位フィニッシュと順位を伸ばせず、総合5位で大会を終えた。
デンマークのオーフスで開催された2018年世界選手権で女子470級に出場し、このクラスでは日本初の優勝を果たした。
2019年8月に神奈川県江の島で行われた世界選手権で銀メダルを獲得、2020年東京オリンピック代表に内定した。
2021年に開催された東京オリンピックではメダルレースまでメダルの可能性を残すも総合7位だった。

## 家族
2012年末に吉田雄悟（ロンドンオリンピックセーリング男子470級日本代表）と結婚。2017年6月に長男を出産している。

## 主な成績

### オリンピック国際大会
| 年   | 開催地           | クラス    | 成績 | クルー     | 備考                                                        |
| ---- | ---------------- | --------- | ---- | ---------- | ----------------------------------------------------------- |
| 2008 | 北京             | 女子470級 | 14位 | 鎌田奈緒子 | 10レース中2レースで1位。 全19チーム                         |
| 2012 | ロンドン         | 女子470級 | 14位 | 田畑和歌子 | 全20チーム                                                  |
| 2016 | リオデジャネイロ | 女子470級 | 5位  | 吉岡美帆   | 11レース(メダルレース含む)中2レースで1位。 入賞、全20チーム |
| 2021 | 東京             | 女子470級 | 7位  | 吉岡美帆   | 入賞、全21チーム                                            |

### 世界選手権
| 年   | 開催地           | クラス    | 成績   | クルー     | 備考                                             |
| ---- | ---------------- | --------- | ------ | ---------- | ------------------------------------------------ |
| 2004 | ザダール         | 女子470級 | 28位   | 金井由季   |                                                  |
| 2006 | 日照             | 女子470級 | 準優勝 | 鎌田奈緒子 | 同種目における日本人チーム史上最高位タイ（当時） |
| 2007 | カスカイス       | 女子470級 | 4位    | 鎌田奈緒子 |                                                  |
| 2008 | モーディアリク   | 女子470級 | 12位   | 鎌田奈緒子 |                                                  |
| 2009 | コペンハーゲン   | 女子470級 | 8位    | 田畑和歌子 |                                                  |
| 2010 | ハーグ           | 女子470級 | 6位    | 田畑和歌子 |                                                  |
| 2011 | パース           | 女子470級 | 6位    | 田畑和歌子 |                                                  |
| 2012 | バルセロナ       | 女子470級 | 6位    | 田畑和歌子 |                                                  |
| 2013 | ラロッシェル     | 女子470級 | 10位   | 吉岡美帆   |                                                  |
| 2014 | サンタンデール   | 女子470級 | 8位    | 吉岡美帆   |                                                  |
| 2016 | ブエノスアイレス | 女子470級 | 11位   | 吉岡美帆   |                                                  |
| 2018 | オーフス         | 女子470級 | 優勝   | 吉岡美帆   | 同種目における優勝は日本人チーム初               |
| 2019 | 北京             | 女子470級 | 準優勝 | 吉岡美帆   |                                                  |
| 2022 | Sdot Yam         | 混合470級 | 36位   | 木村直矢   |                                                  |

### アジア競技大会
| 年   | 開催地     | クラス    | 成績 | クルー     | 備考  |
| ---- | ---------- | --------- | ---- | ---------- | ----- |
| 2006 | ドーハ     | 女子470級 | 優勝 | 鎌田奈緒子 |       |
| 2010 | 汕尾       | 女子470級 | 優勝 | 田畑和歌子 | 2連覇 |
| 2018 | パレンバン | 女子470級 | 優勝 | 吉岡美帆   | 3連覇 |

### 全日本470級選手権
| 年   | 開催地 | クラス | 成績 | クルー     | 備考                                                     |
| ---- | ------ | ------ | ---- | ---------- | -------------------------------------------------------- |
| 2004 | 唐津   | 470級  | 5位  | 鎌田奈緒子 | 女子2位 女子ペア1位は 田畑和歌子・栗田直美 組（全体2位） |
| 2005 | 和歌山 | 470級  | 13位 | 鎌田奈緒子 | 女子2位 女子ペア1位は 吉迫由香・大熊典子 組（全体6位）   |
| 2007 | 江の島 | 470級  | 優勝 | 鎌田奈緒子 | 女子1位 男子勢を抑えての優勝は史上初                     |
| 2009 | 福岡   | 470級  | 3位  | 田畑和歌子 | 女子1位                                                  |
| 2012 | 高松   | 470級  | 3位  | 深沢瑛里   | 女子1位                                                  |
| 2013 | 福岡   | 470級  | 優勝 | 吉岡美帆   | 女子1位                                                  |
| 2014 | 江の島 | 470級  | 8位  | 吉岡美帆   | 女子1位                                                  |
| 2015 | 境港   | 470級  | 3位  | 吉岡美帆   | 女子1位                                                  |
| 2019 | 江の島 | 470級  | 優勝 | 吉岡美帆   | 女子1位                                                  |
| 2020 | 江の島 | 470級  | 5位  | 吉岡美帆   | 女子1位                                                  |
| 2021 | 江の島 | 470級  | 5位  | 木村直矢   | 2024年パリオリンピックに向けて男子クルーと参加           |
| 2022 | 唐津   | 470級  | 2位  | 木村直矢   |                                                          |

2004年 - 2022年までの出場大会のみ記載